# تايلور هاكفورد
تايلور هاكفورد (بالإنجليزية: Taylor Hackford) (و. 1944  م) هو مخرج أفلام، ومنتج أفلام، ونقابي، وكاتب سيناريو أمريكي، ولد في سانتا باربارا، كاليفورنيا، بدأ مشواره المهني سنة 1971، هو عضوٌ في فرق السلام.

## التعليم
تعلم في جامعة كاليفورنيا الجنوبية
.

## جوائز وترشيحات
حصل على جوائز منها:

جائزة الأوسكار لأفضل فيلم حي قصير، عن عمل: Teenage Father ‏
ترشح لـ:
- جائزة الأوسكار لأفضل مخرج، عن عمل: راي
- جائزة الأوسكار لأفضل فيلم، عن عمل: راي
- جائزة الأوسكار لأفضل فيلم حي قصير، عن عمل: Teenage Father [الإنجليزية]‏.

## وصلات خارجية
- تايلور هاكفورد على موقع IMDb (الإنجليزية)
- تايلور هاكفورد على موقع الموسوعة البريطانية (الإنجليزية)
- تايلور هاكفورد على موقع روتن توميتوز (الإنجليزية)
- تايلور هاكفورد على موقع ألو سيني (الفرنسية)
- تايلور هاكفورد على موقع ميوزك برينز (الإنجليزية)
- تايلور هاكفورد على موقع أول موفي (الإنجليزية)
- تايلور هاكفورد على موقع بوكس أوفيس موجو (الإنجليزية)
- تايلور هاكفورد على موقع قاعدة بيانات الأفلام السويدية (السويدية)
- تايلور هاكفورد على موقع إن إن دي بي (الإنجليزية)
- تايلور هاكفورد على موقع ديسكوغز (الإنجليزية)